# Beacharra Ware
Die Beacharra Ware oder Beacharra Stil ist ein von Thomas Hastie Bryce (1862–1946) definierter Stil frühneolithischer Keramik, der sich durch rundbodige Knickwandschalen auszeichnet.
Der namensgebende Fundort, das Clyde Tomb von Beacharra auf Kintyre wurde im 19. Jahrhundert und erneut 1954 durch Jack Scott ausgegraben.

## Verbreitung
Diese Keramik kommt den westlichen Teilen Schottlands und in Ulster vor.
Fundorte:
- Beacharra, Kintyre (Halbinsel)
- Brackley, Kintyre[5].
- Goodland, County Antrim
- Eilean an Tighe bei Lewis[6].

## Typologie
Stuart Piggott unterteilte die Beacharra Ware in drei Gruppen:
- A) unverzierte sackförmigen Schalen
- B) dekorierte Knickwandschüsseln mit einem Randdurchmesser kleiner als der Durchmesser am Umbruch mit eingeritzten oder kannelierten Ornamenten (Bogen-, Strich- und U-förmig)
- C) kleine Schälchen mit eingedrückten Schnurornamenten[8].

Corcoran möchte Beachara C dem irischen Sandhill Stil zuordnen. De Valera wollte Beacharra B mit der Lyles Hill Ware als „Neolithic shouldered bowls“ zusammenfassen.
Die vergleichbare frühneolithische Keramik in Irland wird heute meist als Western Neolithic Ware zusammengefasst.